# Rysselm
Rysselm (Elymus fibrosus) är en gräsart som först beskrevs av Alexander Gustav von Schrenk, och fick sitt nu gällande namn av Nikolai Nikolaievich Tzvelev. Enligt Catalogue of Life ingår Rysselm i släktet elmar och familjen gräs, men enligt Dyntaxa är tillhörigheten istället släktet elmar och familjen gräs. Enligt den finländska rödlistan är arten sårbar i Finland. Arten har ej påträffats i Sverige. Artens livsmiljö är sandstränder vid sötvatten. Inga underarter finns listade i Catalogue of Life.